# Eurobowl XXVI
Der Eurobowl XXVI war das Endspiel der 26. Saison der European Football League. Er wurde am 21. Juli 2012 zwischen den Raiffeisen Vikings Vienna und den Calanda Broncos in der Liechtensteiner Hauptstadt Vaduz ausgetragen. Die Broncos sicherten sich durch einen 27:14-Sieg den ersten Eurobowl-Titel ihrer Vereinsgeschichte.
Die European Federation of American Football (EFAF) betraute die Calanda Broncos mit der Organisation des Finales. Diese entschieden sich dafür, das Spiel nicht in ihrem Heimstadion, sondern im nahe gelegenen Rheinpark in Vaduz auszutragen. Liechtenstein war damit erstmals gastgebende Nation, nachdem der Eurobowl die acht Jahre zuvor jeweils in Österreich stattgefunden hatte.
Neben dem ORF, der den Eurobowl wie bereits in den Vorjahren auf seinem Spartenkanal ORF SPORT + ausstrahlte, wurde das Endspiel zum ersten Mal auch auf Eurosport 2 übertragen und somit einem breiteren europäischen Publikum zugänglich gemacht.

## Scoreboard
|                           |                                     | {{{Spiel}}}     |         |                           |  |                                                      |
| Vaduz 21. Juli 2012 18:00 |                                     | Calanda Broncos | 27 : 14 | Raiffeisen Vikings Vienna |  | Rheinpark Stadion Zuschauer: 4.100 Referee: J. Reyes |
| Vaduz 21. Juli 2012 18:00 | (13:0, 6:14, 0:0, 8:0) Spielbericht | Calanda Broncos |         | Raiffeisen Vikings Vienna |  | Rheinpark Stadion Zuschauer: 4.100 Referee: J. Reyes |